# IC 289
IC 289 ist ein 5.200 Lichtjahre von der Erde entfernter Planetarischer Nebel im Sternbild Cassiopeia am Nordsternhimmel, der im Index-Katalog mit dem namensgebenden Akronym „IC“ verzeichnet ist.
Der Nebel wurde am 2. September 1888 von dem US-amerikanischen Astronomen Lewis A. Swift entdeckt.